# Veraguas United
Veraguas United Fútbol Club – panamski klub piłkarski z siedzibą w mieście Santiago de Veraguas, stolicy prowincji Veraguas. Występuje w rozgrywkach Liga Panameña. Domowe mecze rozgrywa na obiekcie Estadio Atalaya.

## Historia
Klub powstał w maju 2019, gdy drugoligowy zespół Leones de América FC przeniósł swoją licencję do miasta Santiago de Veraguas i zmienił nazwę na Veraguas FC. Nowa drużyna rozpoczęła występy w drugiej lidze panamskiej. W 2021 roku, już pod nazwą Veraguas CD, dołączyła do Liga Panameña ze względu na poszerzenie rozgrywek o nowe dwa kluby. W lutym 2022 zespół po raz kolejny zmienił nazwę, tym razem na Veraguas United FC. W najwyższej klasie rozgrywkowej występował w latach 2021–2022, po czym spadł do drugiej ligi.
W 2024 roku Veraguas United po roku przerwy powrócił do pierwszej ligi, zastępując w niej zespół Atlético Chiriquí, który nie spełnił wymagań licencyjnych.